# V418 Возничего
V418 Возничего (лат. V418 Aurigae), HD 33784 — двойная звезда в созвездии Возничего на расстоянии приблизительно 2422 световых лет (около 743 парсеков) от Солнца. Видимая звёздная величина звезды — от +8,49m до +8,39m.

## Характеристики
Первый компонент — красно-оранжевый гигант, пульсирующая медленная неправильная переменная звезда (LB:) спектрального класса K0, или M2. Масса — около 1,824 солнечной, радиус — около 60,55 солнечных, светимость — около 775,554 солнечных. Эффективная температура — около 3914 K.
Второй компонент — коричневый карлик. Масса — около 37,51 юпитерианских. Удалён на 1,827 а.е..